# Vallauris
Vallauris-Golfe-Juan redirige ici.
Vallauris [valoʁis] est une commune française située dans le département des Alpes-Maritimes, en région Provence-Alpes-Côte d'Azur. Vallauris fait partie de la technopole de Sophia Antipolis et fait partie intégrante de la communauté d'agglomération de Sophia Antipolis. 
La ville de Vallauris est connue dans l'histoire de l'art pour avoir accueilli le peintre Pablo Picasso, qui relance l'artisanat de la céramique dans la commune.
Ses habitants sont les Vallauriens.

## Géographie

### Localisation
Le site historique de Vallauris se situe dans une cuvette formée par des collines à l'intérieur des terres, à proximité d'Antibes.

### Communes limitrophes
| Mougins   | Valbonne         | Antibes          |
| Le Cannet | Vallauris        | Antibes          |
| Cannes    | Mer Méditerranée | Mer Méditerranée |

### Voies de communication et transports
La commune de Vallauris Golfe-Juan est desservie par le réseau de transports de la communauté d'agglomération de Sophia Antipolis : Envibus, à savoir les lignes 5, 8, 17, 18, 19, 20.
La ligne 18 effectue la liaison entre Vallauris et la gare de Cannes. Elle est exploitée par Envibus mais a la particularité d'avoir une double tarification. En plus de la tarification Envibus, la tarification du réseau de bus de Cannes, Bus Azur, est en vigueur sur cette ligne.
L'été, une navette Envibus est mise en place et relie le centre-ville à la côte (et ses plages).
La ligne interurbaine no 620 (anciennement 200) Lignes d'azur effectuant la liaison entre Nice et Cannes (via Antibes) dessert la commune à Golfe-Juan.
En ce qui concerne le transport ferroviaire, la gare de Golfe-Juan-Vallauris, située sur la ligne Grasse-Vintimille, est desservie par les TER Provence-Alpes-Côte d'Azur.
Vallauris Golfe-Juan se situe à quelques kilomètres de l'autoroute A8, sortie Antibes, et est située à 20 kilomètres environ de l'aéroport de Nice-Côte d'Azur.

### Climat
Pour des articles plus généraux, voir Climat de Provence-Alpes-Côte d'Azur et Climat des Alpes-Maritimes.
En 2010, le climat de la commune est de type climat méditerranéen franc, selon une étude du Centre national de la recherche scientifique s'appuyant sur une série de données couvrant la période 1971-2000. En 2020, Météo-France publie une typologie des climats de la France métropolitaine dans laquelle la commune est exposée à un climat méditerranéen et est dans la région climatique Var, Alpes-Maritimes, caractérisée par une pluviométrie abondante en automne et en hiver (250 à 300 mm en automne), un très bon ensoleillement en été (fraction d’insolation > 75 %), un hiver doux (8 °C) et peu de brouillards.
Pour la période 1971-2000, la température annuelle moyenne est de 15,3 °C, avec une amplitude thermique annuelle de 14,6 °C. Le cumul annuel moyen de précipitations est de 903 mm, avec 6,1 jours de précipitations en janvier et 1,9 jours en juillet. Pour la période 1991-2020, la température moyenne annuelle observée sur la station météorologique de Météo-France la plus proche, « Cannes - Mandelieu », sur la commune de Cannes à 5 km à vol d'oiseau, est de 15,5 °C et le cumul annuel moyen de précipitations est de 881,2 mm. 
La température maximale relevée sur cette station est de 39,2 °C, atteinte le 19 juillet 2023 ; la température minimale est de −12 °C, atteinte le 9 janvier 1985,,.
| Mois                                  | jan.           | fév.            | mars            | avril           | mai            | juin           | jui.           | août            | sep.           | oct.            | nov.            | déc.            | année     |
| ------------------------------------- | -------------- | --------------- | --------------- | --------------- | -------------- | -------------- | -------------- | --------------- | -------------- | --------------- | --------------- | --------------- | --------- |
| Température minimale moyenne (°C)     | 3,7            | 3,7             | 6               | 8,7             | 12,6           | 16,3           | 18,7           | 18,8            | 15,4           | 12,1            | 7,9             | 4,6             | 10,7      |
| Température moyenne (°C)              | 8,6            | 8,8             | 11              | 13,5            | 17,2           | 20,9           | 23,5           | 23,7            | 20,3           | 16,7            | 12,5            | 9,4             | 15,5      |
| Température maximale moyenne (°C)     | 13,6           | 13,9            | 16              | 18,2            | 21,9           | 25,5           | 28,2           | 28,6            | 25,3           | 21,3            | 17,1            | 14,3            | 20,3      |
| Record de froid (°C) date du record   | −12 09.01.1985 | −9,2 10.02.1986 | −9,9 07.03.1971 | −0,5 03.04.1970 | 2,3 01.05.1960 | 7,4 07.06.1969 | 8,8 08.07.1954 | 10,5 27.08.1954 | 5,3 30.09.1974 | 0,9 31.10.1974  | −3,4 22.11.1998 | −5,6 29.12.1968 | −12 1985  |
| Record de chaleur (°C) date du record | 22,9 04.01.18  | 26 21.02.1967   | 27,9 31.03.15   | 27,6 24.04.1977 | 31,7 27.05.22  | 37,3 25.06.17  | 39,2 19.07.23  | 38,3 06.08.17   | 35 03.09.09    | 31,4 10.10.1997 | 27,7 14.11.23   | 23,8 11.12.23   | 39,2 2023 |
| Ensoleillement (h)                    | 1 481          | 164             | 2 167           | 2 273           | 2 746          | 3 125          | 3 465          | 3 201           | 2 542          | 1 927           | 1 496           | 1 365           | 27 427    |
| Précipitations (mm)                   | 82,5           | 57              | 60,2            | 78,2            | 51,8           | 32,5           | 18,7           | 23,9            | 92,1           | 134,3           | 145,4           | 104,6           | 881,2     |

| Diagramme climatique                                  |           |         |             |              |              |          |              |              |               |              |              |
| J                                                     | F         | M       | A           | M            | J            | J        | A            | S            | O             | N            | D            |
| 13,63,782,5                                           | 13,93,757 | 16660,2 | 18,28,778,2 | 21,912,651,8 | 25,516,332,5 | 28,218,7 | 28,618,823,9 | 25,315,492,1 | 21,312,1134,3 | 17,17,9145,4 | 14,34,6104,6 |
| Moyennes : • Temp. maxi et mini °C • Précipitation mm |           |         |             |              |              |          |              |              |               |              |              |

Les paramètres climatiques de la commune ont été estimés pour le milieu du siècle (2041-2070) selon différents scénarios d'émission de gaz à effet de serre à partir des nouvelles projections climatiques de référence DRIAS-2020. Ils sont consultables sur un site dédié publié par Météo-France en novembre 2022.

## Urbanisme

### Typologie
Au 1er janvier 2024, Vallauris est catégorisée grand centre urbain, selon la nouvelle grille communale de densité à 7 niveaux définie par l'Insee en 2022.
Elle appartient à l'unité urbaine de Nice, une agglomération intra-départementale dont elle est une commune de la banlieue,. Par ailleurs la commune fait partie de l'aire d'attraction de Cannes - Antibes, dont elle est une commune du pôle principal,. Cette aire, qui regroupe 24 communes, est catégorisée dans les aires de 200 000 à moins de 700 000 habitants,.
La commune, bordée par la mer Méditerranée, est également une commune littorale au sens de la loi du 3 janvier 1986, dite loi littoral. Des dispositions spécifiques d’urbanisme s’y appliquent dès lors afin de préserver les espaces naturels, les sites, les paysages et l’équilibre écologique du littoral, tel le principe d'inconstructibilité, en dehors des espaces urbanisés, sur la bande littorale des 100 mètres, ou plus si le plan local d’urbanisme le prévoit.

### Occupation des sols
L'occupation des sols de la commune, telle qu'elle ressort de la base de données européenne d’occupation biophysique des sols Corine Land Cover (CLC), est marquée par l'importance des territoires artificialisés (86,5 % en 2018), en augmentation par rapport à 1990 (82,1 %). La répartition détaillée en 2018 est la suivante : 
zones urbanisées (70,4 %), forêts (13 %), espaces verts artificialisés, non agricoles (10,9 %), zones industrielles ou commerciales et réseaux de communication (5,2 %), eaux maritimes (0,6 %).
L'évolution de l’occupation des sols de la commune et de ses infrastructures peut être observée sur les différentes représentations cartographiques du territoire : la carte de Cassini (XVIIIe siècle), la carte d'état-major (1820-1866) et les cartes ou photos aériennes de l'IGN pour la période actuelle (1950 à aujourd'hui).

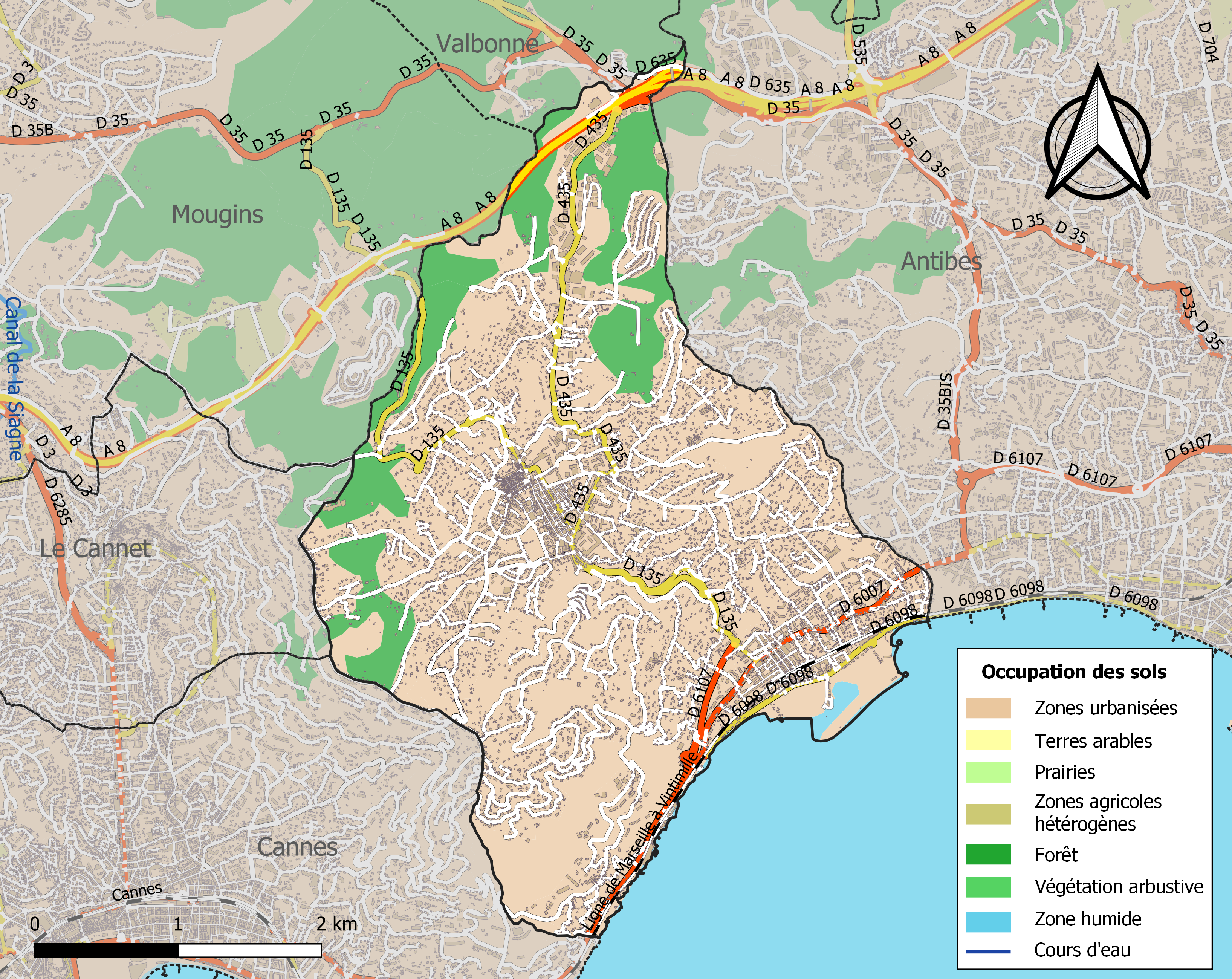
Carte de l'occupation des sols de la commune en 2018 (CLC).

## Toponymie
En provençal, on écrit Valàuria selon la norme classique ou Valàuri selon la norme mistralienne.
Le nom a été formé pendant ou après la période carolingienne et signifie la « vallée dorée », en latin médiéval Vallis Aurea.
Une appellation non officielle fait mention de la station balnéaire qui lui donne un accès à la mer : Golfe-Juan.

## Histoire

### Vallauris avant Vallauris
Le territoire de Vallauris est habité depuis des temps reculés. Les traces d'occupation reconnues les plus anciennes remontent à la fin de l'âge du fer, mais les plus nombreuses appartiennent à la période romaine.

#### L'aven-Bernard
Dans les années 1970, le curage d'un aven situé dans le quartier Saint-Bernard a permis la mise au jour de bracelets de bronze et d'armes en fer volontairement tordues associés à des ossements humains. Les conditions de la découverte ne permettent pas de déterminer s'il s'agit d'un dépôt ou d'une forme de sépulture, toutefois les objets sont de style indigène de la fin de l'âge du fer et ont subi un traitement de type celte. On peut faire remonter ce dépôt au IIIe siècle ou au IIe siècle s. av. J.-C.

#### Le site du Pezou
Le site du Pezou est un habitat de hauteur abrité derrière une enceinte. Les fouilles conduites dans les années 1960 ont livré un grand nombre de céramiques de l'âge du fer. Les plus anciennes remontent au Ve siècle av. J.-C. Il s'agit d'un établissement indigène entretenant des contacts avec les Phocéens de Marseille comme le montre la présence de quelques céramiques grecques antiques puis campaniennes. Il ne semble plus occupé au-delà du milieu du Ier siècle av. J.-C.

#### Le village des Encourdoules
Occupé durant les IIe et Ier siècles av. J.-C., l'oppidum des Encourdoules se transforme en village agricole et déborde le rempart initial à l'époque augustéenne. De récentes découvertes archéologiques ont montré que le site des Encourdoules était devenu le centre d'un pagus du nom de Cantabe. L'entrée du village a été monumentalisée par la construction d'une porte dont la clé de voûte porte une dédicace au patron du pagus.
Toutes les traces d'occupation semblent disparaître au-delà du IIIe siècle sans que l'on note d'indices de destruction violente. L'abandon est certainement lié à un redéploiement des activités économiques dans la région. Le village, qui abritait de nombreux bassins de pressage destinés à la fabrication du vin ou de l'huile, est « abandonné » vers la fin du IIe siècle, au moment où sont fondées de grandes exploitations viticoles ou oléicoles dans la région, comme le Candéou à Peymeinade, au carrefour des Chappes à Biot.
Au pied de la colline se dressait un mausolée d'époque romaine appartenant probablement à une famille de notables en partie propriétaire du village (patrons du pagus ?). Le monument a été démonté dans les années 1980 et transporté dans les jardins du musée d'Archéologie d'Antibes.

#### La Via Julia Augusta
Le tronçon de la via Julia Augusta, la voie romaine reliant l'Italie à Fréjus a vraisemblablement été ouvert sous le règne d'Auguste. Il suivait à peu près le même tracé que l'actuelle route nationale 7 entre le fleuve Var et Fréjus. Un indice de sa traversée de la commune de Vallauris réside dans la découverte au XIXe siècle d'une borne milliaire portant une inscription datant du début du Ier siècle apr. J.-C. au quartier de la Pertuades. Celle-ci est conservée au Château-Musée Magnelli à Vallauris.

#### L'aqueduc de la Bouillide
La cité antique d'Antipolis (Antibes) était à l'époque romaine alimentée en eau par l'intermédiaire de deux aqueducs, l'aqueduc de Font-Vielle qui longeait le littoral dans la direction de Biot et l'aqueduc dit de la Bouillide dans la direction de Valbonne. Le second traverse en partie la commune de Vallauris comme l'ont montré les études récentes. Le vestige le plus spectaculaire de cet aqueduc sur le territoire de Vallauris est le pont du Goa. Il s'agit d'un pont-aqueduc dont il reste quatre piles et trois arches encore en élévation dans la forêt de la Valmasque.

### Naissance de Vallauris au Moyen Âge
Vallis Aurea (la "vallée dorée" en français) apparaît dans les textes au Xe siècle comme partie de l’évêché d’Antibes. La moitié de l'épiscopatus, du temporel, de l'évêché d'Antibes est donnée par le comte de Provence Guillaume Ier à Rodoard qui avait participé à la reconquête de la Provence orientale sur les Sarrasins vers 960. Les descendants de Rodoard, qualifiés dans certaines chartes de « princes d'Antibes » avant de prendre le nom de « de Grasse », ont fait des donations successives de plusieurs de leurs possessions, dont Vallauris. Certains des membres de cette famille ont été évêques d'Antibes de 1026 à 1093. Ces donations sont rappelées dans le cartulaire de l'abbaye de Lérins, dont la plus importante est celle du 9 décembre 1038. Mais des épidémies du XVe siècle et des bandes de pillards déciment la population dispersée.

### Renaissance du village et tradition potière

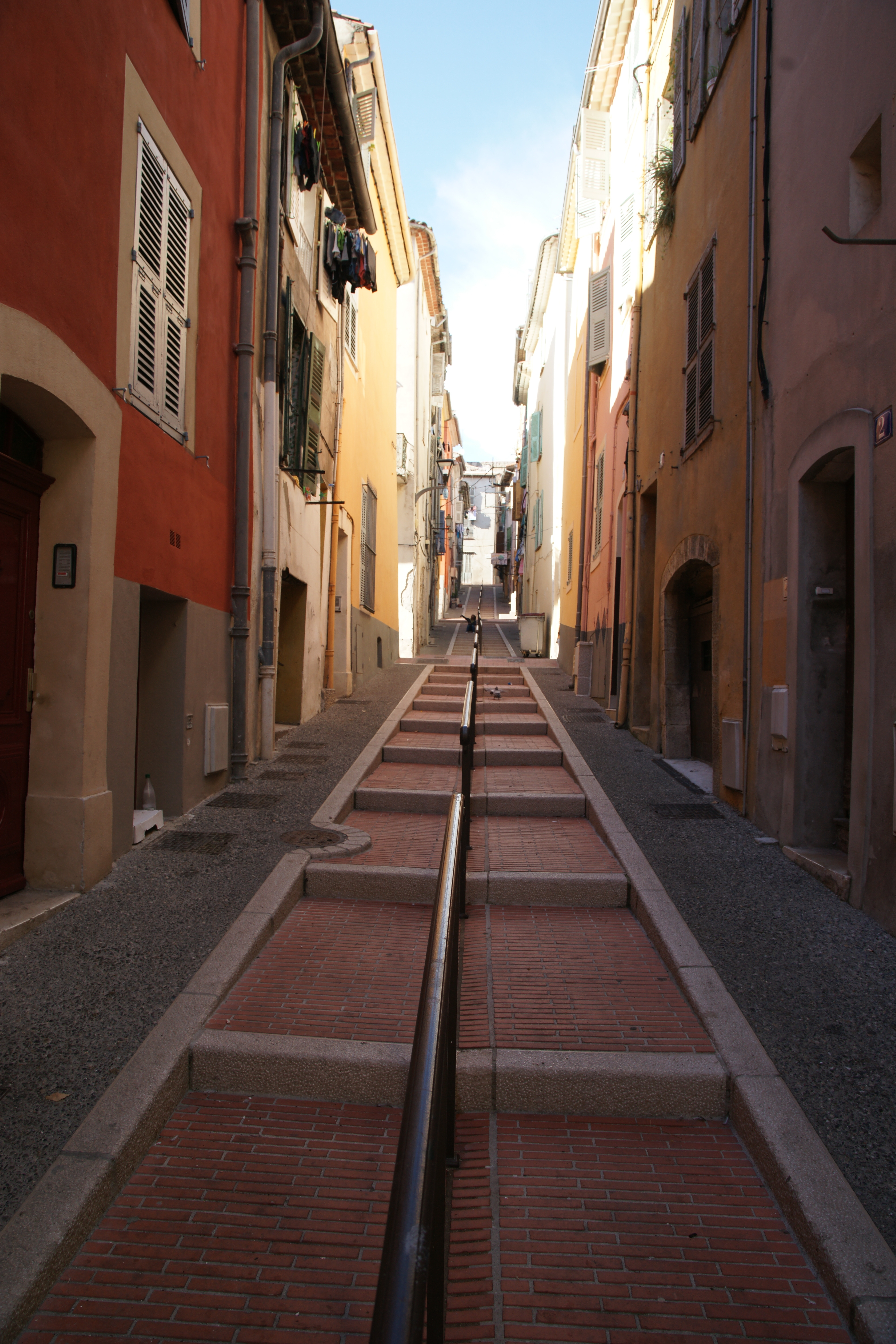
Rue Lascaris dans le vieux village.

Le 20 avril 1501, Dom Raynier Lascaris, prieur de Lérins et seigneur de Vallauris, donne en emphytéose perpétuelle l’ensemble du territoire à des familles originaires de son comté de Vintimille, ainsi qu’à « d’autres hommes voulant habiter audit lieu de Vallauris ». Il impose un plan pour la reconstruction du village. C’est l’origine du « castrum » appelé aujourd’hui « vieille ville ». Dans cet acte d’habitation, il est déjà fait mention de la poterie de Vallauris, ainsi que de la verrerie : 

« … le dit Seigneur Prieur… s’est réservé la lesde ou gabelle… de tous les vases de terre et de verre… qui seront mis en vente au dit terroir de Vallauris. »

Au fil des ans une vie municipale s’organise et évolue, et ce jusqu’en 1787, date de la sécularisation du monastère de Lérins. Quelques exemples de l’évolution de la démographie : en 1540 il y avait 98 maisons ; en 1608, 200 maisons ; en 1698, 300 maisons habitées pour 367 chefs de famille ; en 1765, 293 maisons habitées et 1 309 habitants.

### Époque contemporaine: de la poterie au tourisme

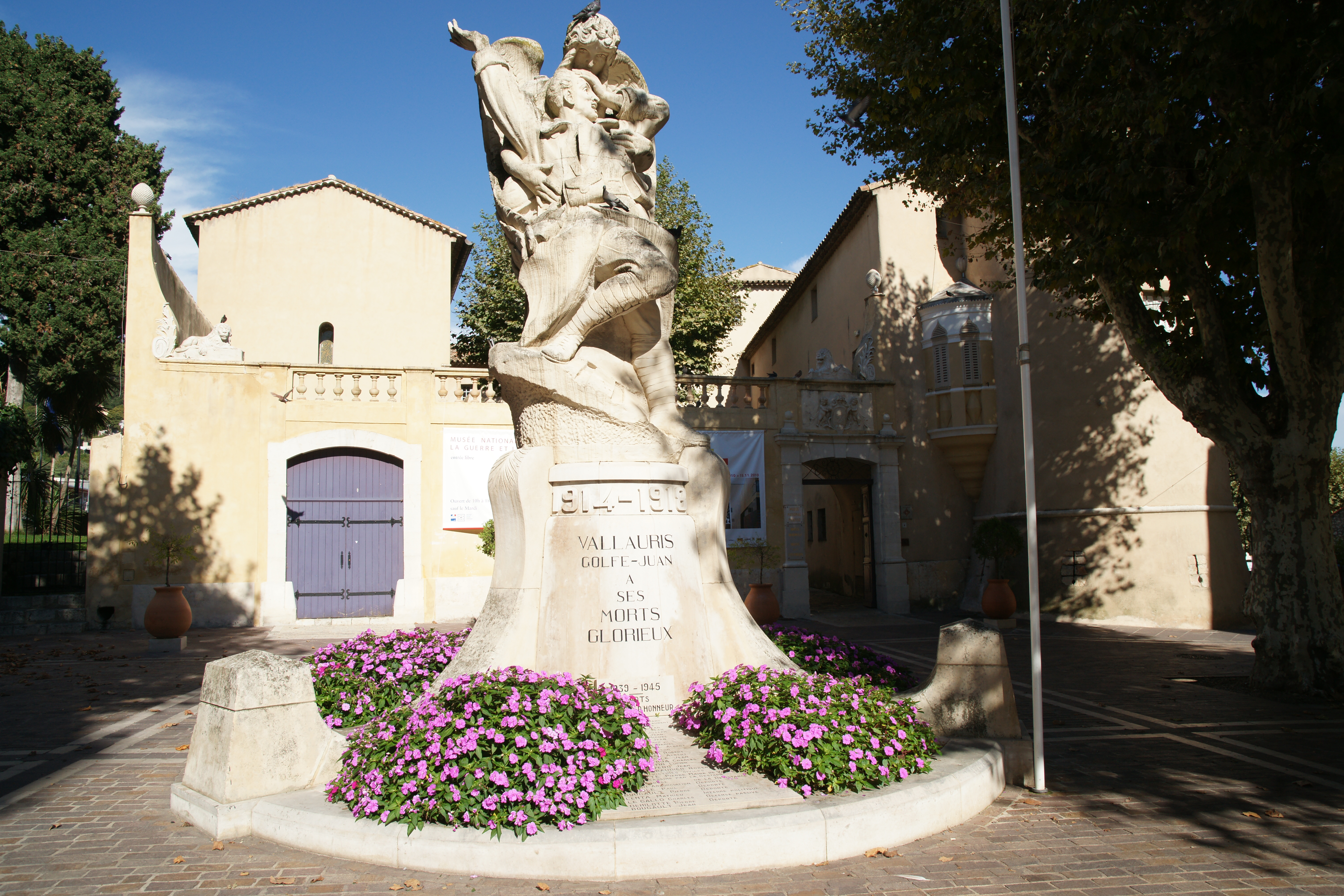
Monument aux morts de Vallauris (1923) dû au ciseau de Delfoly.

Le 1er mars 1815 Napoléon débarque à Vallauris, dans le golfe Juan, à son retour de l’île d’Elbe avec 900 grenadiers. Après avoir posé le pied à Golfe-Juan, Napoléon redeviendra le chef du pays, le 20 mars, date de son retour aux Tuileries.
C’est surtout à la fin du XIXe siècle qu'ont été effectués d'importants travaux d’urbanisme. C’est le passage du mode de vie du Moyen Âge aux temps modernes : en 1861, le nouveau maire Thomas Adolphe Aynaud nommé par l'empereur pour remplacer Jérôme Gazan, empêché, fait construire la mairie. Les travaux se poursuivent avec l’installation du tramway en 1899, la construction de l’école de garçons la même année, et de l’école de filles en 1908. L'électricité arrive en 1919.
L’arrivée de l’eau du canal de la Siagne, vers 1900, a permis le développement de l’agriculture, et en particulier de la culture de l’oranger à fleur, le bigaradier. Aujourd’hui Vallauris est la seule ville de France où l'on cultive encore cet arbre pour récolter sa fleur et la distiller.
La poterie culinaire industrielle a toujours été, au cours des siècles, avec le travail de la terre, la principale activité de la ville. Mais, au début du XXe siècle, elle devient poterie artistique et céramique, avec la famille Massier. La biennale internationale continue de faire de la cité « la » ville française de la céramique.
L’expansion du hameau de Golfe-Juan est liée à l'apparition du tourisme, et surtout à l’arrivée du chemin de fer, dans la seconde moitié du XIXe siècle. Des personnalités illustres se font construire des villas à flanc de colline.
Après la Seconde Guerre mondiale, Vallauris connaît une période très faste où, attirés par le renom de la ville, viennent s'y installer des artistes réputés, dont Pablo Picasso, Roger Capron, André Baud, Robert Picault, Gilbert Valentin. Picasso fait don à la ville de l’Homme au mouton en 1950, et, en 1955, de la fresque La Guerre et la Paix installée dans une salle du château devenu musée national.

## Politique et administration

### Tendances politiques et résultats
La commune de Vallauris Golfe-Juan est située politiquement à droite depuis des années.
Elle était restée une mairie communiste sous Paul Derigon pendant une trentaine d'années.
|                          | Kévin Luciano            | DVD-SE                   | 1 657  | 23,58 | 2 700  | 35,43 | 24 | 7  |  |  |  |
|                          | Michelle Salucki         | LR,                      | 1 711  | 24,34 | 2 469  | 32,40 | 6  | 2  |  |  |  |
|                          | Jean-Noël Falcou         | LREM-SE                  | 1 401  | 19,93 | 1 766  | 23,17 | 4  | 1  |  |  |  |
|                          | Lionel Tivoli            | RN                       | 871    | 12,39 | 684    | 8,97  | 1  | 0  |  |  |  |
|                          | Valentin Galet           | SE                       | 639    | 9,09  |        |       |    |    |  |  |  |
|                          | Armand Bisror            | SE                       | 564    | 8,02  |        |       |    |    |  |  |  |
|                          | Patrick Lavitola         | DVD                      | 184    | 2,61  |        |       |    |    |  |  |  |
|                          |                          |                          |        |       |        |       |    |    |  |  |  |
| Votes valides            | Votes valides            | Votes valides            | 7 027  | 96,95 | 7 619  | 98,08 |    |    |  |  |  |
| Votes blancs             | Votes blancs             | Votes blancs             | 76     | 1,05  | 59     | 0,76  |    |    |  |  |  |
| Votes nuls               | Votes nuls               | Votes nuls               | 145    | 2,00  | 90     | 1,16  |    |    |  |  |  |
| Total                    | Total                    | Total                    | 7 248  | 100   | 7 768  | 100   | 35 | 10 |  |  |  |
| Abstentions              | Abstentions              | Abstentions              | 11 122 | 60,54 | 10 573 | 57,65 |    |    |  |  |  |
| Inscrits / Participation | Inscrits / Participation | Inscrits / Participation | 18 370 | 39,46 | 18 341 | 42,35 |    |    |  |  |  |

#### Récapitulatif de résultats électoraux récents
| Scrutin              | 1er tour | 1er tour | 1er tour | 1er tour | 1er tour | 1er tour | 1er tour | 1er tour | 1er tour | 1er tour | 1er tour | 1er tour | 2d tour     | 2d tour     | 2d tour     | 2d tour     | 2d tour     | 2d tour     | 2d tour     | 2d tour     | 2d tour     |
| Scrutin              | 1er      | 1er      | %        | 2e       | 2e       | %        | 3e       | 3e       | %        | 4e       | 4e       | %        | 1er         | 1er         | %           | 2e          | 2e          | %           | 3e          | 3e          | %           |
| -------------------- | -------- | -------- | -------- | -------- | -------- | -------- | -------- | -------- | -------- | -------- | -------- | -------- | ----------- | ----------- | ----------- | ----------- | ----------- | ----------- | ----------- | ----------- | ----------- |
| Européennes 2014     |          | FN       | 34,63    |          | UMP      | 26,45    |          | PS       | 8,94     |          | UDI      | 6,61     | Tour unique | Tour unique | Tour unique | Tour unique | Tour unique | Tour unique | Tour unique | Tour unique | Tour unique |
| Départementales 2015 |          | UMP-UDI  | 36,67    |          | FN       | 35,27    |          | DVG      | 16,63    |          | FG       | 6,62     |             | UMP-UDI     | 58,65       |             | FN          | 41,35       | Pas de 3e   | Pas de 3e   | Pas de 3e   |
| Régionales 2015      |          | FN       | 41,98    |          | UMP      | 33,61    |          | PS       | 11,87    |          | EELV     | 4,24     |             | UMP         | 55,94       |             | FN          | 44,06       | Pas de 3e   | Pas de 3e   | Pas de 3e   |
| Présidentielle 2017  |          | FN       | 27,82    |          | LR       | 27,77    |          | EM       | 17,59    |          | LFI      | 16,10    |             | LREM        | 54,22       |             | FN          | 45,78       | Pas de 3e   | Pas de 3e   | Pas de 3e   |
| Européennes 2019     |          | RN       | 32,99    |          | LREM     | 20,29    |          | LR       | 11,25    |          | EELV     | 11,08    | Tour unique | Tour unique | Tour unique | Tour unique | Tour unique | Tour unique | Tour unique | Tour unique | Tour unique |

### Liste des maires
Depuis l'après-guerre, huit maires se sont succédé à la tête de la commune.
| Période        | Période        | Identité              | Étiquette   | Qualité |
| -------------- | -------------- | --------------------- | ----------- | --- |
| 29 avril 1945  | 24 août 1945   | Maurice Mével         |             | Médecin |
| 24 août 1945   | 28 mars 1977   | Paul Dérigon          | PCF         | Comptable Conseiller général d'Antibes-Sud (1973 → 1979) |
| 28 mars 1977   | 16 juin 1995   | Pierre Donnet         | RPR         | Conseiller général d'Antibes-Sud (1979 → 1985) Conseiller général de Vallauris-Antibes-Ouest (1985 → 1992) |
| 16 juin 1995   | 18 mars 2001   | Jean-Paul Bongiovanni | DVD         | Comptable Conseiller général de Vallauris-Antibes-Ouest (1998 → 2004) |
| 18 mars 2001   | 9 avril 2002   | Michel Ribero         | DVD         | Mandat écourté à la suite de l'éclatement du conseil municipal |
| 9 avril 2002   | 7 juillet 2002 | Michèle Piquer        | DVD         | Administratrice désignée, assure l'intérim |
| 7 juillet 2002 | 5 avril 2014   | Alain Gumiel          | UMP         | Agent immobilier Conseiller général de Vallauris-Antibes-Ouest (1992 → 1998 et 2004 → 2015) Élu à la suite d'une élection municipale partielle                                                                    |
| 5 avril 2014   | 4 juillet 2020 | Michelle Salucki      | UDI puis LR | Administratrice de sociétés Conseillère départementale d'Antibes-1 (2015 → 2021) Vice-présidente du conseil départemental (2015 → 2021) 1re vice-présidente de la CASA (2014 → 2020)                              |
| 4 juillet 2020 | En cours       | Kevin Luciano         | DVD puis LR | Avocat, maître de conférences à l'université Côte-d'Azur Conseiller départemental d'Antibes-1 (2021 → ) 1er vice-président de la CASA (2020 → ) Réélu lors de l'élection municipale partielle du 12 novembre 2023 |

### Jumelages
- Auderghem (Belgique)
- Hódmezővásárhely (Hongrie)
- Lindenberg im Allgäu (Allemagne)

### Communication
En 2010, la commune de Vallauris a été récompensée par le label « Ville Internet @@@ ».

## Démographie

### Évolution démographique
L'évolution du nombre d'habitants est connue à travers les recensements de la population effectués dans la commune depuis 1793. Pour les communes de plus de 10 000 habitants les recensements ont lieu chaque année à la suite d'une enquête par sondage auprès d'un échantillon d'adresses représentant 8 % de leurs logements, contrairement aux autres communes qui ont un recensement réel tous les cinq ans,.

En 2022, la commune comptait 28 579 habitants, en évolution de +7,37 % par rapport à 2016 (Alpes-Maritimes : +2,85 %, France hors Mayotte : +2,11 %).
| 1793  | 1800  | 1806  | 1821  | 1831  | 1836  | 1841  | 1846  | 1851  |
| ----- | ----- | ----- | ----- | ----- | ----- | ----- | ----- | ----- |
| 1 479 | 1 446 | 1 527 | 1 746 | 2 060 | 2 065 | 2 031 | 2 482 | 2 577 |

| 1856  | 1861  | 1866  | 1872  | 1876  | 1881  | 1886  | 1891  | 1896  |
| ----- | ----- | ----- | ----- | ----- | ----- | ----- | ----- | ----- |
| 2 584 | 2 810 | 3 016 | 3 273 | 3 666 | 3 942 | 4 928 | 6 058 | 6 247 |

| 1901  | 1906  | 1911  | 1921  | 1926   | 1931   | 1936   | 1946  | 1954   |
| ----- | ----- | ----- | ----- | ------ | ------ | ------ | ----- | ------ |
| 6 729 | 7 433 | 8 030 | 5 935 | 10 156 | 10 267 | 10 554 | 8 244 | 10 040 |

| 1962   | 1968   | 1975   | 1982   | 1990   | 1999   | 2006   | 2011   | 2016   |
| ------ | ------ | ------ | ------ | ------ | ------ | ------ | ------ | ------ |
| 10 774 | 12 880 | 17 182 | 21 205 | 24 325 | 25 773 | 30 610 | 27 411 | 26 618 |

| 2021   | 2022   | - | - | - | - | - | - | - |
| ------ | ------ | - | - | - | - | - | - | - |
| 28 025 | 28 579 | - | - | - | - | - | - | - |

### Pyramide des âges
En 2021, le taux de personnes d'un âge inférieur à 30 ans s'élève à 28,2 %, soit en dessous de la moyenne départementale (31,0 %). À l'inverse, le taux de personnes d'âge supérieur à 60 ans est de 34,6 % la même année, alors qu'il est de 31,0 % au niveau départemental.
En 2021, la commune comptait 13 328 hommes pour 14 697 femmes, soit un taux de 52,44 % de femmes, légèrement inférieur au taux départemental (52,74 %).
Les pyramides des âges de la commune et du département s'établissent comme suit :
| Hommes | Classe d’âge | Femmes |
| ------ | ------------ | ------ |
| 1,2    | 90 ou +      | 3,1    |
| 11,3   | 75-89 ans    | 13,5   |
| 20,0   | 60-74 ans    | 20,1   |
| 19,1   | 45-59 ans    | 18,5   |
| 18,5   | 30-44 ans    | 18,5   |
| 13,7   | 15-29 ans    | 12,3   |
| 16,4   | 0-14 ans     | 14,0   |

| Hommes | Classe d’âge | Femmes |
| ------ | ------------ | ------ |
| 1,1    | 90 ou +      | 2,6    |
| 9,5    | 75-89 ans    | 12,2   |
| 17,6   | 60-74 ans    | 18,7   |
| 20,3   | 45-59 ans    | 19,9   |
| 18,1   | 30-44 ans    | 17,5   |
| 16,5   | 15-29 ans    | 14,6   |
| 16,8   | 0-14 ans     | 14,4   |

## Économie
Vallauris est avant tout dominée par le tertiaire. C'est un centre touristique, qu'il soit balnéaire ou culturel (production de céramiques). L'activité économique est également stimulée par les activités du technopôle de Sophia Antipolis, en partie implanté sur le territoire communal et regroupant de multiples entreprises et ateliers de recherche.
Le déclin de la céramique s'est accéléré ces dernières années, les ateliers étant passés de 250 environ, dans les années 1960, à quelques unités aujourd'hui. Les commerces consacrés à la céramique ont suivi le rythme et ont soit disparu, soit été remplacés par des activités (banques, agences immobilières) qui signalent habituellement la disparition du secteur commercial urbain.

## Culture locale et patrimoine

### Lieux et monuments

#### Monuments historiques
| Monument                                          | Adresse | Coordonnées                      | Notice         | Protection             | Date      | Illustration                                      |
| ------------------------------------------------- | ------- | -------------------------------- | -------------- | ---------------------- | --------- | ------------------------------------------------- |
| Colonne commémorative du débarquement de Napoléon |         | 43° 34′ 04″ nord, 7° 04′ 20″ est | « PA00080907 » | Classement             | 1913      | Colonne commémorative du débarquement de Napoléon |
| Château de Vallauris                              |         | à géolocaliser                   | « PA00080906 » | Inscription Classement | 1951 1951 | Château de Vallauris                              |
| Domaine des Trois Moulins de la Valmasque         |         | à géolocaliser                   | « PA06000042 » |                        |           | Domaine des Trois Moulins de la Valmasque         |
| Oppidum du Mont-Pezou                             |         | à géolocaliser                   | « PA00080908 » | Inscription            | 1978      | Image manquante Téléverser                        |
| Phare de Vallauris                                |         | à géolocaliser                   | « PA06000044 » |                        | 2012      | Phare de Vallauris                                |

### Musées
- Le musée Magnelli - musée de la céramique est l'un des rares lieux en France qui représentent la création céramique contemporaine.
- Le musée de la poterie présente une intéressante rétrospective du travail de l'argile tel qu'il se pratiquait encore pendant la première moitié du XXe siècle.

### Autres monuments

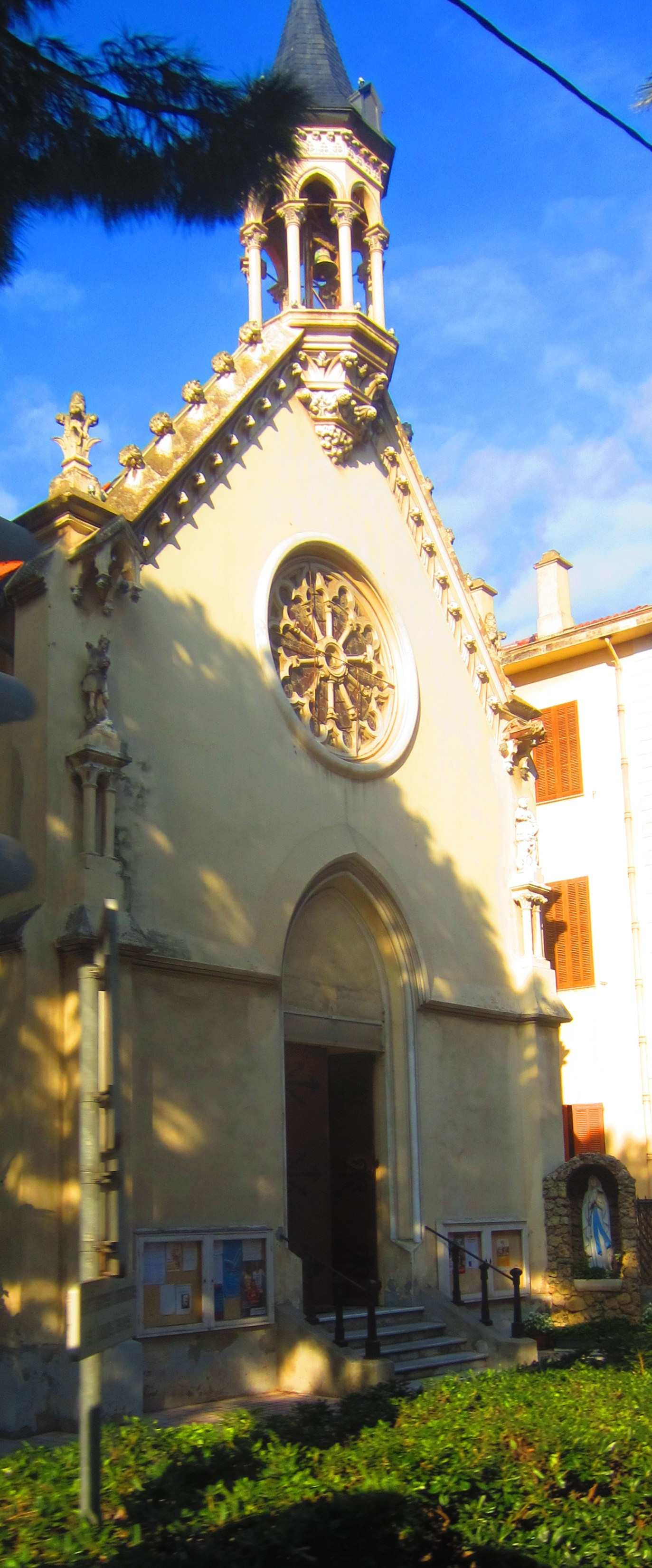
Église Saint-Pierre à Golfe-Juan.

- Le Château Robert (anciennement Villa Gazan), datant de 1867, construit par Ferdinand Dervieu[35], maire de Vallauris, puis propriété du Baron Pierre de Caters vers 1914[36]. Cette vaste et luxueuse demeure à l'architecture orientale était rattachée au Château de l'Horizon, propriété du Prince Ali Khan puis d'un prince saoudien[37]. Elle est entourée d'un vaste parc botanique de 15 ha, planté de palmiers et d'eucalyptus notamment. Après de nombreuses années d'abandon, l'ensemble du domaine est racheté par la commune[38].
- Le Château de l'Horizon.
- Le Centre héliomarin de Vallauris, sur la voie Julia, dominant la baie de Cannes, construit en 1934 par l'architecte parisien Pierre Souzy pour le docteur Jean Saidman. C'est un ancien sanatorium héliothérapique imaginé par le docteur Saidman pour traiter les tuberculoses osseuses ou articulaires. L'exposition au soleil est le cœur de la thérapie proposée par le docteur Saidman, mais la conception du bâtiment doit aussi permettre le repos et le bien-être des patients. Il y avait à l'origine 300 lits et 130 soignants. Cette conception a conduit l'architecte à réaliser un bâtiment en grains à la manière des habitations hygiéniques construites par Henri Sauvage 20 ans plus tôt. Pour augmenter l'exposition aux rayons solaires des patients, il y avait à l'origine un solarium tournant qui n'a fonctionné que deux ans.

### Édifices religieux
- Église Sainte-Anne-Saint-Martin, avenue Clemenceau, construite en 1839 à l'emplacement de la chapelle Saint-Bernardin
- Église Saint-Pierre à Golfe-Juan, avenue de la Liberté, XIXe siècle
- Chapelle de la Miséricorde, avenue Jaubert, ancienne chapelle des Pénitents Noirs, construite en 1664
- Chapelle Notre-Dame-des-Grâces, chemin de Notre-Dame, XVIIe siècle
- Chapelle Saint-Bernard, chemin des Encourdoules, XVIIe siècle
- Chapelle Saint-Roch, chemin Notre-Dame, XVIIe siècle
- Chapelle au château.
- Vieux cimetière de Vallauris.

### Héraldique
| Blason de Vallauris | Blason  | D’azur aux deux palmes d’or passées en sautoir et liées d’argent, cantonnées en chef d’une fleur de lys aussi d’or. |
| Blason de Vallauris | Détails | Le statut officiel du blason reste à déterminer.                                                                    |

## Personnalités liées à la commune

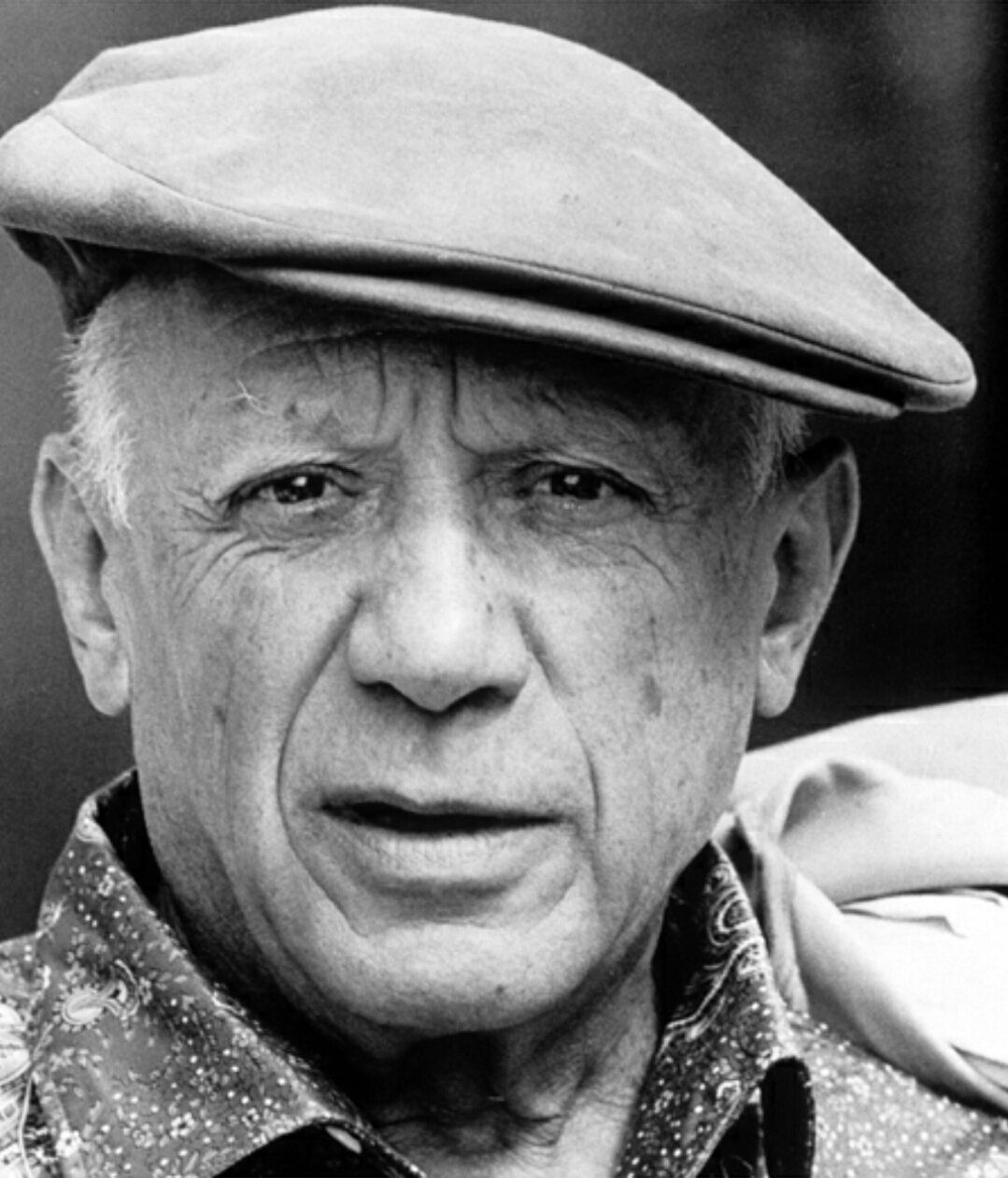
Pablo Picasso.

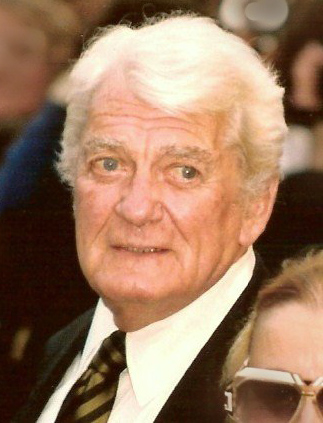
Jean Marais.

- Robert Bassac est enterré au cimetière Saint-Bernard.
- Roger Capron
- André Baud
- Jean Derval
- Auguste Tourtaud
- Amélie Diéterle Comédienne de la Belle Époque, elle se marie à Vallauris le 16 juin 1930 et fait construire à Golfe-Juan la villa Omphale qui doit son nom à l'un des grands rôles de l'artiste dans l'opéra bouffe, Les Travaux d'Hercule, en 1901.
- Roger Erell, architecte
- Pierre Laureys (1919-2004), résistant français, Compagnon de la Libération
- François Lembo, (1934-2013), céramiste [39]
- Louis Lintier (1857-1945), président du syndicat des Mauruches
- Alberto Magnelli
- Jean Marais :

Il s'installe à Vallauris en 1980 pour peindre, modeler, sculpter, jusqu'à sa mort en 1998. Il est enterré au Vieux cimetière de Vallauris.
- Massier
- Pablo Picasso.
- Paulo Picasso, premier fils de Picasso. Il épouse à Vallauris Émilienne Lotte le 10 mai 1950[40]. De ce mariage naissent Pablito et Marina Picasso.
- Gilbert Portanier
- Suzanne Ramié
- Martial Raysse, plasticien français né à Golfe-Juan en 1936
- Famille royale saoudienne Notamment les rois Fahd, Abdallah et Salmane ben Abdelaziz Al Saoud qui ont successivement été propriétaires du château de l'Horizon.
- Le prince Ali Khan et Rita Hayworth se sont mariés à Vallauris le 27 mai 1949. Ils donnent une réception mémorable au château de l’horizon à Golfe-Juan : Trente mille roses décorent l’endroit. Dans la piscine où flottent des couronnes d’œillets blancs en forme de A et de M (pour Margarita), on a versé quatre cent cinquante litres d’eau de Cologne. Huit chefs ont préparé les buffets, cinq camions ont apporté champagne, caviar, langoustes et autres mets raffinés.
- Gilbert Valentin
- Annie Cordy, résidente de Vallauris où elle y décède le 4 septembre 2020 à 92 ans.
- Jean Bottéro, historien français grand spécialiste de la Mésopotamie.